# معهد ماريا سكودوفسكا كوري الوطني لأبحاث الأورام
معهد ماريا سكلودوفسكا كوري الوطني لأبحاث الأورام هو معهد أبحاث متخصص ومستشفى تابع لوزارة الصحة البولندية. يقع مقرها الرئيسي في وارسو، ولها أيضًا فروع إقليمية في جليفيتش وكراكوف. أسس في عام 1932 كمعهد للراديوم من قبل الحائزة على جائزة نوبل مرتين ماريا سكودوفسكا كوري بالتعاون مع الحكومة البولندية، وخاصة الرئيس إجناسي موسكي.

## تاريخ
أنشيء المعهد في عام 1925 في أعقاب نجاح معهد الراديوم الأول، والذي أُنشأ في عام 1918 من قبل ماريا سكودوفسكا كوري في جامعة باريس. بينما كانت ماريا تجوب الولايات المتحدة لجمع الأموال، وتلقت هدية عبارة عن جرام من الراديوم من الرئيس الأمريكي هربرت هوفر والذي تم شراؤه بأموال جمعتها نساء أمريكيات، أشرفت شقيقتها برونيسلافا دلوسكا على جمع التبرعات في بولندا وأشرفت على البناء والتجنيد، وتنظيم حملة بيع الطوب الرمزي الذي يحمل صورة ماريا. افتتح رسميًا في 29 مايو 1932، واستمر برونيسلافا في منصبه كمدير. يحمل أحد جدران المعهد المبنية من الطوب النقش " MARII SKŁODOWSKIEJ CURIE، W HOŁDZIE " - "تكريمًا لماريا سكودوفسكا كوري".
أثناء مذبحة أوشوتا التي أعقبت انتفاضة وارسو في أغسطس 1944، قُتل المرضى والموظفين بوحشية على يد أعضاء تشكيل SS Sturmbrigade RONA المناهض للحزب، ونهب المبنى وأُشعلت فيه النار.
بعد الحرب العالمية الثانية، أعيد افتتاح المعهد وغُير اسمه إلى "معهد ماريا سكودوفسكا كوري لعلم الأورام"، وتطور إلى معهد أبحاث متخصص ومستشفى تابع لوزارة الصحة البولندية، وافتتحت فروعًا إقليمية في جليفيتش وكراكوف. وهو الآن المركز الرائد والأكثر تخصصًا في مجال أبحاث وعلاج السرطان في بولندا.[بحاجة لمصدر]
لفت المعهد الانتباه الدولي في مايو 2013 عندما أجرى عملية زرع وجه كامل لرجل كان قد تعرض لحادث صناعي قبل بضعة أسابيع فقط. وبعد بضعة أشهر فقط، تمكنوا من إجراء عملية زرع وجه لامرأة كانت مشوهة بسبب الورم لدرجة أنها لم تكن قادرة على الأكل أو التحدث دون صعوبة كبيرة.

## روابط خارجية
- الموقع الرسمي لمدينة وارسو
- الموقع الرسمي لمدينة جليفيتش
- الموقع الرسمي لمدينة كراكوف